# Speedy Bob
Speedy Bob is een stalen wildemuis-achtbaan in het Belgische pretpark Bobbejaanland en staat in het themagebied Desperado City.

## Geschiedenis
De baan werd ontworpen en gebouwd door het Duitse MACK Rides en geopend in 1998. Speedy Bob was aanvankelijk een dubbele wildemuis-achtbaan waarvan de ene baan het spiegelbeeld was van de ander. In 2009 verhuisde de linkerhelft van de baan naar het Spaanse Parque de Atracciones de Madrid, waar de baan opende onder de naam Vértigo.

## Incident
Op 18 april 2011 raakten vijf personen gewond toen twee karretjes van de achtbaan tegen elkaar botsten.

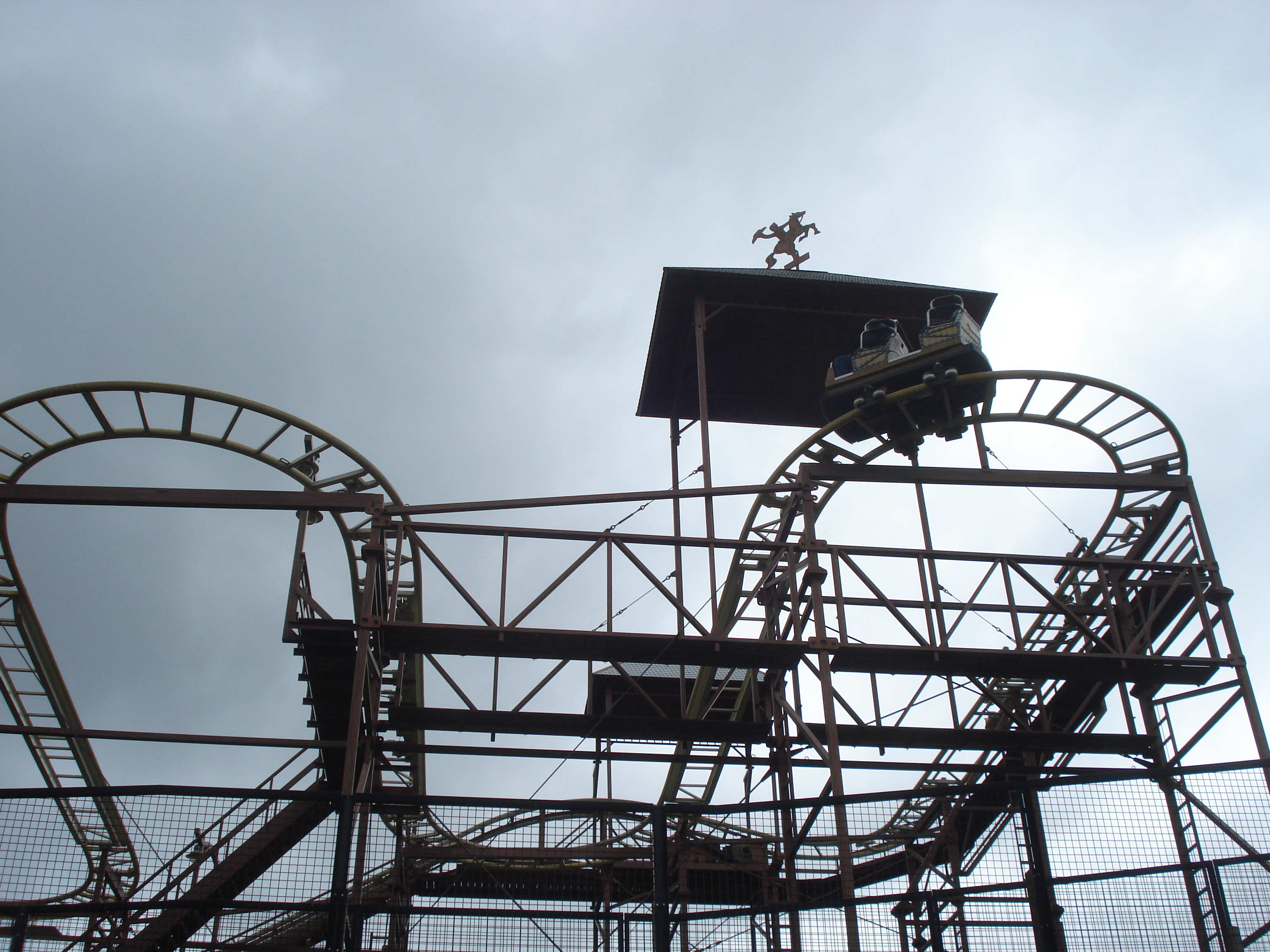
Speedy Bob

Afbeeldingen